# Bryum marginatum
Bryum marginatum là một loài Rêu trong họ Bryaceae. Loài này được (Dixon & Badhw.) Ochi mô tả khoa học đầu tiên năm 1972.